# Кампітеллі

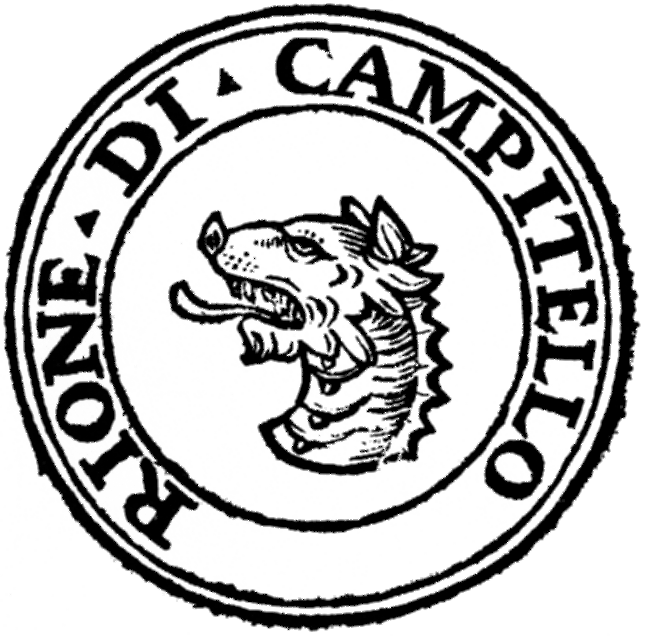
Герб Кампітеллі

Кампітеллі (італ. Campitelli) — X район (Rione) Рима. Він охоплює пагорби Палатин та Капітолій, які належать до семи класичних пагорбів Рима.

## Історія
Назва походить від лат. Capitolium, найважливішого пагорба Рима.

## Герб
На гербі району зображено голову дракона. Зображення нагадує про легенду, за якою папа Сільвестр I вигнав дракона який жив у руїнах храму Діоскурів на Римському Форумі.